# Alfabet niemiecki
Alfabet niemiecki – alfabet oparty na alfabecie łacińskim, służący do zapisu języka niemieckiego. Składa się z 30 liter, lecz w Szwajcarii i w Liechtensteinie z 29 liter, gdzie ẞß jest zawsze zastępowane przez SS/ss. Duża litera ẞ od końca 2016 r. jest częścią oficjalnej pisowni niemieckiej.

## Litery w alfabecie niemieckim i ich nazwy
| Litera | Nazwa litery         | Wymowa IPA                                                      |
| ------ | -------------------- | --------------------------------------------------------------- |
| A a    | A                    | [aː]                                                            |
| Ä ä    | Ä, A-Umlaut          | [ɛː]                                                            |
| B b    | Be                   | [beː]                                                           |
| C c    | Ce                   | [tseː]                                                          |
| D d    | De                   | [deː]                                                           |
| E e    | E                    | [eː]                                                            |
| F f    | Eff                  | [ɛf]                                                            |
| G g    | Ge                   | [geː]                                                           |
| H h    | Ha                   | [haː]                                                           |
| I i    | I                    | [iː]                                                            |
| J j    | Jott                 | [jɔt]                                                           |
| K k    | Ka                   | [kaː]                                                           |
| L l    | Ell                  | [ɛl]                                                            |
| M m    | Emm                  | [ɛm]                                                            |
| N n    | Enn                  | [ɛn]                                                            |
| O o    | O                    | [oː]                                                            |
| Ö ö    | Ö, O-Umlaut          | [øː] usta jak do polskiego „u” i nie wymawiając „u” wymówić „e” |
| P p    | Pe                   | [peː]                                                           |
| Q q    | Qu, Que              | [kuː], [kveː]                                                   |
| R r    | Err                  | [ɛr], w niektórych regionach [ɛʁ]                               |
| S s    | Ess                  | [ɛs]                                                            |
| ẞ ß    | Eszett, scharfes Ess | ['ɛs] przed tym dźwiękiem samogłoska jest zawsze przedłużana    |
| T t    | Te                   | [teː]                                                           |
| U u    | U                    | [uː]                                                            |
| Ü ü    | Ü, U-umlaut          | [yː] usta jak do polskiego „u” i nie wymawiając „u” wymówić „i” |
| V v    | Vau                  | [faʊ]                                                           |
| W w    | We                   | [veː]                                                           |
| X x    | Ix                   | [ɪks]                                                           |
| Y y    | Ypsilon              | [ˈʏpsilɔn]                                                      |
| Z z    | Zett                 | [tset]                                                          |

## Wieloznaki
Do zapisu języka niemieckiego stosowane są następujące wieloznaki:
- Wieloznaki oznaczające pojedynczą głoskę, która nie wynika z wymowy poszczególnych liter lub wynika z niej tylko częściowo: ch, sch, ph, ng, ie, ou oraz dodatkowo dla zastąpienia liter ä, ö, ü, ß i w nazwach własnych: ae, oe, ue, ss;
- Wieloznaki oznaczające pojedynczą głoskę, która wynika z ogólnej ustalonej w języku niemieckim zasady odczytywania kombinacji liter: bb, dd, ff, ..., ss, ck, tz, dt, aa, ee, oo, ah, äh, eh, ih, ..., th, gh, dh, ..., oraz tylko w sylabach nieakcentowanych: el, em, en, er;
- Wieloznaki i inne kombinacje liter, oznaczające kilka głosek, które nie wynikają z ogólnej ustalonej w języku niemieckim zasady odczytywania kombinacji liter: äu, ei, eu, chs, dsch, tsch tylko w nazwach własnych: tzsch, zsch, tylko w nagłosie: sp i st, tylko w środku wyrazu przed samogłoską: ti, tylko w nieakcentowanym wygłosie wyrazu: ig